# Малше
Малше (чеш. Malše) је река у јужној Бохемији, у Чешкој Републици и у Горњој Аустрији. Дуга је 96 km и њен слив има површину 979 km².

## Одлике
Река извире близу насеља Сандл у Горњој Аустрији. 22 km њеног тока представља границу између Аустрије и Чешке. Близу Долњег Дворжишта улази на чешку територију. Даље река Малше протиче кроз места: Рихнов на Малши, Каплице, Римов, Доудлеби и Чешке Будјејовице. У центру последњег наведеног града се улива у Влтаву на надморској висини 385 м. На реци се налази само једна хидроцентрала, близу насеља Римов, која се искоришћава као извор воде за Чешке Будјејовице.